# Raúl Cascini
Raúl Alfredo Cascini (Buenos Aires, 7 de abril de 1971) é um ex-futebolista argentino que atuava como meia.
Notabilizou-se como quem converteu o pênalti que assegurou o último Mundial Interclubes vencido pelo Boca Juniors e pelo futebol argentino, em 2003, lance que lhe valeu idolatria neste clube.

## Carreira

### Platense, Estudiantes e Independiente
Raúl Cascini se profissionalizou no Platense, integrou um período de força do clube marrom, no início da década de 1990;  na temporada 1991-92, o Tense foi 6º no Apertura e chegou a vencer sete dos dez primeiros jogos no Clausura, até acreditando em título. Justamente naquele Clausura de 1992, Cascini marcou o gol considerado por ele próprio em 2008 como o mais emocionante da carreira, ao dar no minuto final a vitória no clássico com o Argentinos Juniors.
Em 1993, ele terminou contratado pelo Independiente. Pôde em 1994 ser campeão do Clausura e da Supercopa Libertadores, embora como reserva  - ora utilizado como alternativa ao volante Hugo Pérez, ora ao ponta Albeiro Usuriaga.
Após passar a temporada 1995-96 no Estudiantes de La Plata, regressou ao Independiente e enfim tornou-se figura destacada no clube; César Luis Menotti chegou a qualifica-lo como melhor volante central da Argentina, gerando percepção de que Cascini só não chegou naquele período à Seleção Argentina em função da preferência flagrante do então treinador Daniel Passarella por jogadores egressos do River Plate.
Cascini, ele próprio apontado como torcedor do River, teria sua contratação conversada pelo clube por mais de uma vez enquanto esteve no Independiente; apesar do apreço do treinador riverplatense Ramón Díaz pelo volante, em ambas o time de Avellaneda o declarou intransferível.
Em 2000, ele foi vendido ao Toulouse, mas a falência do clube francês gerou rebaixamento e passe livre a seus jogadores. Nesse momento, Ramón Díaz havia regressado ao River e houve assim uma terceira tentativa de contratação de Cascini, cujo desejo em atuar pelo clube fizera-o até renunciar a uma oferta financeira superior, do Real Betis. Contudo, com nova indefinição, terminou assinando um regresso ao Estudiantes.

### Boca Juniors
Outro ano mais tarde, foi contratado pelo Boca Juniors, que buscava repor a ausência do recém-transferido ídolo Mauricio Serna. Curiosamente, em seu primeiro semestre amargou um vice-campeonato no Apertura precisamente para o Independiente, que voltava a ser campeão argentino pela primeira vez, e ainda a última, desde 1994. Mas, visto como "batalhador com experiência", Cascini sobressaiu-se ao logo "ganhar tudo" no novo clube, especialmente no ano de 2003, em que ele foi especialmente reconhecido no segundo semestre.
Naquele ano de 2003, o Boca obteve uma "tríplice coroa" de 2003, com o título da Libertadores no primeiro semestre sendo acompanhado, no segundo, pelo do Apertura e pelo Mundial Interclubes. Cascini fez o gol que assegurou este último, acomodando a bola à meia altura de uma das traves de Dida na última cobrança da decisão por pênaltis contra o Milan.
Em 2004, ele chegou ironicamente a ser um dos jogadores que desperdiçaram sua cobrança em nova final com decisão por pênaltis, no vice-campeonato para o surpreendente Once Caldas na Copa Libertadores da América de 2004. Mesmo assim, permaneceu incólume na idolatria adquirida ao longo de 2003.
Cascini deixou o Boca em 2005, tendo ganho, ainda em 2004, a Copa Sul-Americana daquele ano.

## Títulos
Boca Juniors
- Primera Division Argentina: Apertura 2003,
- Taça Libertadores da América: 2003
- Copa Intercontinental: 2003
- Copa Sul-Americana: 2004